# Cine Diorama
El Cine Diorama estava ubicat a la Plaça del Bonsuccés, 3 de Barcelona. Es va inaugurar el 27 de setembre de 1902.
No va ser el primer Diorama de la ciutat, ja que n'havien funcionat d'altres amb anterioritat com el del Círculo Artístico, però va ser el millor de tots.
La decoració modernista d'aquest nou local va anar a càrrec del seu propietaro, Salvador Alarma. Tenia una capacitat de 547 espectadors.
El 21 de desembre de 1902 es van projectar les primeres pel·lícules sota el nom de Gran Cinematógrafo del Diorama. Els primers films van ser El hada del bosque, El castillo encantado i Una excursión a Mont-Blanc. Les primeres projeccions de cinema mut estaven amenitzades pel jove pianista Josep Casas Augé.
El 1903 Narcís Bordás va fundar una empresa, sota el nom del cinema, que es dedicaria a la distribució de les pel·lícules estrangeres i a la construcció, el lloguer i la venda de reproductors cinematogràfics "Diorama".
Les pel·lícules sonores no van arribar a la sala fins al 1932. Durant els anys trenta van compartir programació amb els cinemes Majestic i Nuevo.
Després de la Guerra Civil el Diorama va caure en la programació de reestrena de tercera o quarta categoria.
El propietari del local, Josep M. Padró Vila, va encarregar el 1972 l'enderroc de la sala per construir-ne una de nova. El nou local s'inaugurà el 14 de febrer de 1973 sota el nom de Diorama 73 amb l'estrena de la pel·lícula El visitante nocturno de László Benedek.
El 5 de març de 1984, el Diorama es va convertir en Sala X tot començant a exhibir pel·lícules pornogràfiques. Aquesta sala apareixia a la premsa sota el nom de Plaza Buensuceso. Tot i la gran rebuda que va tenir aquesta etapa, els espectadors van anar caient amb la generalització del vídeo domèstic.
L'any 1991 un grup promotor anomenat Rabal S. A., format per la promotora d'espectacles Tres en Raya, l'actor Ferran Rañé i la companyia de Teatre de la Bohèmia, van fer un intent de reconvertir la sala en teatre sota el nom de Teatre Canaletes. Però el projecte no va funcionar i la sala va continuar com a sala X.
Va tancar les portes el 31 d'agost de 2000 amb la projecció de Perversa i Sueños íntimos, ja que és l'últim dia que apareix anunciat a La Vanguardia.